# Johnny Roselli
Johnny Roselli, född som Filippo Sacco 4 juli 1905 i Esperia, Frosinone, Lazio, död 9 augusti 1976 vid Dumfoundling Bay nära Miami, Florida, var en av de ledande inom amerikanska maffian, och han kontrollerade bland annat Las Vegas och Hollywood för maffian i Chicago. Roselli har också nämnts som en som varit djupt involverad i CIA:s mordplaner mot Fidel Castro i början av 1960-talet, och han har även nämnts i samband med mordet på John F. Kennedy. I augusti 1976 fann man Rosellis styckade kropp i en bränsletank som flöt omkring i Dumfoundling Bay, Florida.